# Je suis frigide... pourquoi ?
Pour plus de détails, voir Fiche technique et Distribution.
Je suis frigide… pourquoi ?, aussi exploité sous le titre Comment le désir vient aux filles, est un film français de Max Pécas tourné en 1972 et sorti en 1973.

## Synopsis
Doris cherche à surmonter le blocage qui l'empêche de s'épanouir dans une relation amoureuse.

## Fiche technique
- Titre : Je suis frigide… pourquoi ?
- Réalisation : Max Pécas
- Scénario : Max Pécas
- Photographie : Robert Lefebvre
- Montage : Michel Pécas
- Musique : Derry Hall
- Producteur : Max Pécas
- Société de production : Les Films du Griffon
- Société de distribution : Les Films Jacques Leitienne
- Pays :  France
- Langue originale : français
- Format : couleur 35 mm
- Genre : érotique / Drame
- Durée : 95 minutes
- Date de sortie : 22 mars 1973
- Interdiction aux moins de 18 ans à sa sortie en salles en France[1].
- Autres titres connus
  - France : Comment le désir vient aux filles

## Distribution
- Sandra Julien : Doris
- Thierry Murzeau : Luc, l'amant de Doris
- Jean-Luc Terrade : Éric Chambon
- Marie-Georges Pascal : Carla Chambon
- Robert Lombard : Monsieur Chambon
- Catherine Wagener : Léa
- Anne Kerylen : Eva
- Virginie Vignon : Patricia
- Frédérique Aubrée : Lina
- Georges Guéret : André, le père de Doris
- Arlette Poirier : Madame Chambon
- Stéphane Macha : Le client fesseur
- Jean-Charles Maratier : Le client chatouilleur
- André Cassan : l'ami de Monsieur Chambon
- Daniel Derval : un acteur de la troupe
- Laure Moutoussamy : Une fille fouettée[2]
- Gilda Arancio : Une fille fouettée[2]
- Joëlle Cœur :  Une fille à la fête[3]

## Accueil et exploitation

### Exploitation en salle
| Pays        | Titre(s)                                                        | Date de sortie  | Société de distribution      | Spectateurs | Recettes  |
| ----------- | --------------------------------------------------------------- | --------------- | ---------------------------- | ----------- | --------- |
| France      | Je suis frigide... pourquoi ? Comment le désir vient aux filles | 22 mars 1973    | Les Films Jacques Letienne   |             |           |
| Belgique    | Je suis frigide... pourquoi ? Waarom ben ik niet warm genoeg?   |                 |                              |             |           |
| Japon       | サンドラ・ジュリアン / 変態白書                                 | 13 avril 1973   |                              |             |           |
| Allemagne   | Im Garten der Wollust - Pourquoi?                               | 27 juillet 1973 | Apollo Filmverleih GmbH      |             |           |
| Italie      | Amore mio scaldami                                              | 1974            |                              |             |           |
| États-Unis  | I Am Frigid… Why?                                               | 12 avril 1974   | Audubon Films                |             |           |
| Royaume-Uni | I Am Frigid… Why?                                               |                 |                              |             |           |
| Argentine   | Yo soy frigida.. Por que? Por que?                              |                 |                              |             |           |
| Finlande    |                                                                 | 13 février 1978 |                              |             |           |
| Espagne     | Yo soy frígida… ¿por qué?                                       | 1979            | Cinematografica Pelimex s.a. | 181 412     | 143 231 € |

### Éditions vidéo
France : 
- Je suis frigide... pourquoi ?, L.C.J., 6 janvier 2014, DVD

Espagne : 
- Soy frígida ¿por qué?, Goldstar D.L., 1985, VHS
- Yo soy frígida… ¿por qué?, Divisa Home Video, 2002, VHS / DVD
- Yo soy frígida… ¿por qué?, coffret Max Pécas, Divisa Home Video, 2006, DVD
- Yo soy frígida… ¿por qué?, collection Obras maestras del cinérotico, El País, 2009, DVD

États-Unis :
- I Am Frigid... Why ?, The Audubon Collection, SMA Distribution, 2000, VHS / DVD

Royaume-Uni : 
- I Am Frigid... Why ?, Eurotika!, 2000, VHS / DVD

Japon
- サンドラ・ジュリアン / 変態白書, 2011, DVD
- サンドラ・ジュリアン トリプルBOX Sandra Julien triple BOX, 2011, DVD